# Tore Sandvik
Tore Sandvik, född 30 maj 1972, är en norsk orienterare som springer för Halden SK. Han är den som har varit med och vunnit 10-mila flest gånger, dvs åtta gånger.

## Mästerskap
Sandvik kom på andra plats under Världsmästerskapen i orientering 2001 i Tammerfors.

## Stafetter
Sandvik var med i det vinnande laget på Tiomila 1998, 1999, 2000, 2002, 2003, 2004, 2006 och 2007.

Han vann också Jukolakavlen med sitt lag 1998, 2000, 2003.  